# Списак споменика културе у Топличком округу
Следи списак споменика културе у Топличком округу.
| ИД      | Слика                                                              | Назив                                                              | Адреса             | Координате                                     | Место                | Градска општина | Општина    | Надлежни завод |
| ------- | ------------------------------------------------------------------ | ------------------------------------------------------------------ | ------------------ | ---------------------------------------------- | -------------------- | --------------- | ---------- | -------------- |
| СК 207  | Манастир Светог Николе код Куршумлије                              | Манастир Светог Николе код Куршумлије                              |                    | 43.139982°N 21.276995°E / 43.139982, 21.276995 | Куршумлија           |                 | Куршумлија | НИШ            |
| СК 208  | Манастир Богородице код Куршумлије                                 | Манастир Богородице код Куршумлије                                 |                    | 43.139011°N 21.290425°E / 43.139011, 21.290425 | Куршумлија           |                 | Куршумлија | НИШ            |
| СК 219  | Маркова црква у Кастрату                                           | Маркова црква у Кастрату                                           |                    | 43.111698°N 21.30317°E / 43.111698, 21.30317   | Кастрат (Куршумлија) |                 | Куршумлија | НИШ            |
| СК 220  | Црква Светог Мине у Штави                                          | Црква Светог Мине у Штави                                          |                    | 43.171602°N 20.976214°E / 43.171602, 20.976214 | Штава                |                 | Куршумлија | НИШ            |
| СК 221  | Латинска црква у Глашинцу                                          | Латинска црква у Глашинцу                                          |                    | 43.204175°N 21.705292°E / 43.204175, 21.705292 | Глашинце             |                 | Житорађа   | НИШ            |
| СК 229  | Латинска црква у Прокупљу                                          | Латинска црква у Прокупљу                                          | Косте Војиновића   | 43.231345°N 21.582554°E / 43.231345, 21.582554 | Прокупље             |                 | Прокупље   | НИШ            |
| СК 236  | Манастир Ајдановац                                                 | Манастир Ајдановац                                                 |                    | 43.348424°N 21.381346°E / 43.348424, 21.381346 | Здравиње (Прокупље)  |                 | Прокупље   | НИШ            |
| СК 307  | Пошаљи фотографију                                                 | Марина кула                                                        |                    | 43.129569°N 21.304998°E / 43.129569, 21.304998 | Кастрат (Куршумлија) |                 | Куршумлија | НИШ            |
| СК 312  | Црква Светог Арханђела Михаила и Гаврила у Конџељу                 | Црква Светог Арханђела Михаила и Гаврила у Конџељу                 |                    | 43.243014°N 21.434945°E / 43.243014, 21.434945 | Конџељ               |                 | Прокупље   | НИШ            |
| СК 317  | Зграда музеја Топлице                                              | Зграда музеја Топлице                                              | Ратка Павловића    | 43.235667°N 21.589893°E / 43.235667, 21.589893 | Прокупље             |                 | Прокупље   | НИШ            |
| СК 835  | Иван кула                                                          | Иван кула                                                          |                    | 42.949332°N 21.411579°E / 42.949332, 21.411579 | Заграђе (Куршумлија) |                 | Куршумлија | НИШ            |
| СК 943  | Споменик ослободиоцима Куршумлије од Турака                        | Споменик ослободиоцима Куршумлије од Турака                        | Палих бораца       | 43.137954°N 21.271998°E / 43.137954, 21.271998 | Куршумлија           |                 | Куршумлија | НИШ            |
| СК 1056 | Пошаљи фотографију                                                 | Црква Св. Илије у Балиновцу                                        |                    | 43.286234°N 21.608035°E / 43.286234, 21.608035 | Балиновац            |                 | Прокупље   | НИШ            |
| СК 1925 | Црква Успења Свете Богородице у Житорађи                           | Црква Успења Свете Богородице у Житорађи                           |                    | 43.195431°N 21.720484°E / 43.195431, 21.720484 | Житорађа             |                 | Житорађа   | НИШ            |
| СК 1926 | Црква Светих Петра и Павла у Житорађи                              | Црква Светих Петра и Павла у Житорађи                              |                    | 43.191348°N 21.698318°E / 43.191348, 21.698318 | Житорађа             |                 | Житорађа   | НИШ            |
| СК 1928 | Зграда Соколског дома у Прокупљу                                   | Зграда Соколског дома у Прокупљу                                   |                    | 43.23566°N 21.589378°E / 43.23566, 21.589378   | Прокупље             |                 | Прокупље   | НИШ            |
| СК 1929 | Пошаљи фотографију                                                 | Зграда Гимназије у Прокупљу                                        | Ратка Павловића 20 | 43.235417°N 21.58956°E / 43.235417, 21.58956   | Прокупље             |                 | Прокупље   | НИШ            |
| СК 1935 | Зграда Старе гимназије у Прокупљу                                  | Зграда Старе гимназије у Прокупљу                                  | Ратка Павловића 43 | 43.23609°N 21.59029°E / 43.23609, 21.59029     | Прокупље             |                 | Прокупље   | НИШ            |
| СК 2052 | Град Хисар, Црква Св. Прокопија и Латинска црква                   | Град Хисар, Црква Св. Прокопија и Латинска црква                   |                    | 43.231282°N 21.582822°E / 43.231282, 21.582822 | Прокупље             |                 | Прокупље   | НИШ            |
| СК 2067 | Споменик палим Топличанима у ратовима 1912-1918. године у Прокупљу | Споменик палим Топличанима у ратовима 1912-1918. године у Прокупљу |                    |                                                | Прокупље             |                 | Прокупље   | НИШ            |
| СК 2093 | Зграда општине Прокупље                                            | Зграда општине Прокупље                                            |                    |                                                | Прокупље             |                 | Прокупље   | НИШ            |